# Miño Cuevo
Miño Cuevo, con 1.207 m, es la segunda cota más elevada de la zamorana sierra de la Culebra (Castilla y León, España).

## Ubicación
Se encuentra en el término municipal de Ferreras de Arriba, a unos 5 km al oeste de esta localidad, y en plena sierra de la Culebra.

## Acceso
Desde Ferreras de Arriba por la carretera a Villardeciervos, y tras haber rrecorrido unos 500 m, se dobla a la izquierda por la carretera que va a Sarracín de Aliste. Tras 1,5 km, se sigue por un camino que sale a la derecha y que solo es apto para vehículos todo terreno. Por este camino se recorren 2,5 km antes de bajar del vehículo. Desde aquí habrá que recorrer hacia la derecha un trayecto de aproximadamente 300 m hasta llegar a la cima en la que se encuentra un vértice geodésico.
La sierra presenta por lo general una orografía suave, con altitudes comprendidas mayoritariamente entre los 800 y los 1.200 metros. Desde el punto de vista geológico la elevación se formó mediante diversos pliegues hercinianos.